# برونو گانتس
برونو گانتس (به آلمانی: Bruno Ganz) (۲۲ مارس ۱۹۴۱ – ۱۶ فوریهٔ ۲۰۱۹) بازیگر سوئیسی بود.
از فیلم‌های معروف او می‌توان به فیلم زیر آسمان برلین و سقوط اشاره کرد.

## فیلم‌شناسی
فهرست برخی فیلم‌هایی که او در آنها به ایفای نقش پرداخته‌است:
- دوست آمریکایی (۱۹۷۷)
- زن چپ‌دست (۱۹۷۸)
- نوسفراتو، خون‌آشام (۱۹۷۹)
- دایره فریب (۱۹۸۱)
- در شهر سپید (۱۹۸۳)
- زیر آسمان برلین (۱۹۸۷)
- بی‌بند (۱۹۸۹)
- خیلی دور، خیلی نزدیک (۱۹۹۳)
- ابدیت و یک روز (۱۹۹۸)
- لوتر (۲۰۰۳)
- سقوط (۲۰۰۴)
- غبار زمان (۲۰۰۸)
- کتاب‌خوان (۲۰۰۸)
- گره بادر ماینهوف (۲۰۰۸)
- ناشناس (۲۰۱۱)
- قطار شبانه لیسبون (۲۰۱۳)
- مایکل کوهلاس (۲۰۱۳)
- خانه‌ای که جک ساخت (۲۰۱۸)
- یک زندگی پنهان (۲۰۱۹)